# أصدقاء (الموسم 3)
عُرِض الموسم الثالث من مسلسل فريندز وهو مسلسل كوميديا الموقف أمريكي من تأليف كل من ديفيد كرين ومارتا كوفمان على قناة إن بي سي في 19 سبتمبر 1996. ٱنتج المسلسل بواسطة شركة برايت/كوفمان/كرين برودكشنز بالاشتراك مع تلفزيون وارنر برذرز. يحتوي الموسم على 25 حلقة واختتم بثه في 15 مايو 1997.

## لمحة عامة
يأخذ الموسم الثالث نسقا أكثر تسلسلًا بشكل ملحوظ. يواعد تشاندلر جانيس لعدة حلقات حتى يعثر جوي على قيام جانيس بتقبيل زوجها السابق خلسة. يحث تشاندلر جانيس على العودة إلى زوجها لعدم رغبته في تدمير عائلتها، ثم يصاب بالاكتئاب بسبب الانفصال عن جانيس لعدة حلقات. تركت رايتشل وظيفتها في سنترال بيرك وبدأت العمل في سلسلة المتاجر الراقية «بلومينغدايل». سرعان ما يشعر روس بالغيرة من زميلها مارك ويتقلق بسبب ساعات عمل رايتشل الطويلة. سئمت رايتشل من غيرته المستمرة وانعدام الثقة، وتقرر أنهما بحاجة إلى قطع (العلاقة) بينهما لفترة. ينام روس المتألم وهو في حالة سكر مع كلوي «الفتاة المثيرة من زيروكس» مما تسبب في انفصال رايتشل عنه كليا. تعرفت فيبي على أخيها غير الشقيق فرانك جونيور جونيور (جيوفاني ريبيسي) على الرغم من أنها اعتقدت في البداية أن ليس لديها عائلة باستثناء أختها التوأم أورسولا (ليزا كودرو). كما اكتشفت والدتها الأصلية فيبي أبوت (تيري جار) على مدار الموسم. يقع جوي في حب شريكته في التمثيل كيت (دينا ماير) لكنه يغار من مواعدتها لمخرج مسرحيتهم. ويدخلان في علاقة قصيرة تنتهي عندما تقبل بوظيفة للتمثيل في لوس أنجلوس. تواعد مونيكا المليونير بيت بيكر (جون فافرو) على الرغم من أنها لم تنجذب إليه في البداية. ومع ذلك، انفصلت عنه بعد أن أصيب بيت بجروح خطيرة في محاولته أن يصبح بطل بطولة القتال النهائي ورفضه التوقف عن ذلك. رتبت فيبي موعدا غراميا لروس مع صديقتها بوني (كريستين تايلور)، مما يثير غيرة رايتشل. تحاول رايتشل تخريب العلاقة عن طريق إجبار بوني على حلق رأسها لدرجة الصلع وتعترف رايتشل في النهاية لروس بأنها ما زالت تشعر بمشاعر تجاهه. ينتهي الموسم مع اضطرار روس للاختيار بين رايتشل وبوني.

## الاستقبال
صنف موقع «كولايدر» الموسم في المرتبة الثالثة على ترتيب أفضل مواسم مسلسل فريندز العشرة. كانت حلقة «الواحدة مع صباح يوم غد» الحلقة المتميزة في الموسم وفقًا لهم.